# Ambrosia chenopodiifolia
Ambrosia chenopodiifolia là một loài thực vật có hoa trong họ Cúc. Loài này được (Benth.) W.W.Payne mô tả khoa học đầu tiên năm 1964.